# Оборин, Александр Антонович
Алекса́ндр Анто́нович Обо́рин (17 сентября 1933, Пермь, СССР — 1 июля 2008 Пермь, РФ) — советский и российский учёный-геолог, биогеохимик, геомикробиолог, доктор геолого-минералогических наук (1991), профессор (1993), руководитель лаборатории геологической микробиологии Института экологии и генетики микроорганизмов УрО РАН.
Сын почвоведа А. И. Оборина, брат археолога В. А. Оборина.

## Биография
Родился 17 сентября 1933 года в городе Пермь, в семье А. И. Оборина.
В 1956 году с отличием окончил геологический факультет Пермского государственного университета.
В 1956−1957 годах работал в тресте «Востсибцветметразведка».
В 1958−1962 годах работал в Пермском геологоразведочном тресте Уральского геологического управления.
В 1962−1975 годах работал в Камском филиале ВНИГНИ Министерства геологии СССР.
С 1969 года преподавал в Пермском политехническом и Пермском педагогическом институтах.
С 1975 года работал в отделе экологии и генетики микроорганизмов ИЭРЖ УНЦ СССР (впоследствии Институт экологии и генетики микроорганизмов УрО РАН),
в котором организовал и возглавил лабораторию геологической микробиологии.
В 1991 году защитил докторскую диссертацию «Нефтегазопоисковая геомикробиология». В 1993 году было присвоено звание профессора по специальности «Геохимия, геохимические методы поисков полезных ископаемых».
С 1996 года — профессор кафедры биогеоценологии и охраны природы географического факультета Пермского государственного университета.
Автор научных статей и патентов на изобретения. Член МАНЭБ.
Скончался [где?] 1 июля 2008 года.

## Награды и премии
- Бронзовая медаль ВДНХ
- Нагрудный знак «Изобретатель СССР»
- Медаль «Ветеран труда»
- Премия имени Г. А. Максимовича Пермской области.
- 2008 — Премия правительства Российской федерации в области науки и техники за разработку и внедрение комплекса биотехнологий и систем восстановления нарушенных и загрязненных углеводородами тундровых и северотаежных биогеоценозов.